# William Martin McKechnie
William Martin McKechnie (auch Liam McKechnie; * 3. April 1951 in Kinsale, County Cork, Irland) ist ein ehemaliger irischer Richter und vormaliger Rechtsanwalt. Er war Richter am High Court (2000–2010) und am Supreme Court der Republik Irland (2010–2020).

## Leben
McKechnie studierte am University College Cork und erhielt dort den Bachelor of Civil Law. Nach dem rechtswissenschaftlichen Studium absolvierte er die Ausbildung am King’s Inns 1972. Noch im gleichen Jahr wurde er zur Rechtsanwaltschaft (als Barrister) zugelassen. Ab 1987 war er Senior Counsel.
Im Oktober 2000 wurde er zum Richter am High Court ernannt. Zugleich nahm er die Aufgabe als Richter am Special Criminal Court und am Court of Criminal Appeal wahr. Im Juni 2010 wurde er Richter am irischen Supreme Court. Im Alter von 70 Jahren trat er altersbedingt in den Ruhestand.